# Plectris postnotata
Plectris postnotata är en skalbaggsart som beskrevs av Frey 1967. Plectris postnotata ingår i släktet Plectris och familjen Melolonthidae. Inga underarter finns listade i Catalogue of Life.